# Sypna leucosticta
Sypna leucosticta là một loài bướm đêm trong họ Erebidae.